# Catharosoma contumum
Catharosoma contumum är en mångfotingart som beskrevs av Chamberlin 1955. Catharosoma contumum ingår i släktet Catharosoma och familjen orangeridubbelfotingar. Inga underarter finns listade i Catalogue of Life.